# Geurstof

De wereldmarkt voor geurstoffen in 2010. Marktleider is Givaudan

Een geurstof of reukstof is een stof die een duidelijke geur afgeeft. De leer van de (wel)riekende stoffen heet osmologie.
Er worden wel de volgende categorieën onderscheiden:
- Etherische olie
- Feromonen die soms niet bewust waargenomen worden
- Sommige tincturen
- Absolues
- Resinoïden
- Aromachemicaliën

In feite is het zo dat als over smaak gesproken wordt er ook verwezen wordt naar geurstoffen. De smaak wordt voor een belangrijk deel bepaald door de geur tijdens het eten.

## Commercieel
Soms worden geurstoffen aan producten toegevoegd om daar een bepaalde geur aan te geven. Voorbeelden van zulke producten zijn:
- cosmetica, met name parfum, aftershave en deodorant, maar ook zepen
- schoonmaakmiddelen, zoals allesreiniger, zeep, wasmiddel en brandspiritus
- luchtverfrissers

Er zijn ook stoffen met een onaangename geur die gebruikt worden:
- tetrahydrothiofeen of thiolen (mercaptaan) die aan (reukloos) aardgas worden toegevoegd als waarschuwingsmiddel voor gaslekken.